# Jan Černý (politik)
Jan Josef Černý (4. března 1874 Uherský Ostroh – 10. dubna 1959 Uherský Ostroh) byl československý politik a úředník. Zastával dvakrát funkci předsedy československé vlády (1920–1921 a 1926) a po čtyři období (mezi lety 1920 a 1938) působil jako ministr vnitra.  Prakticky po celou dobu trvání první a druhé republiky (v letech 1920–1939) byl také zemským prezidentem země Moravskoslezské (resp. před rokem 1928 prezidentem zemské správy politické na Moravě).

## Život

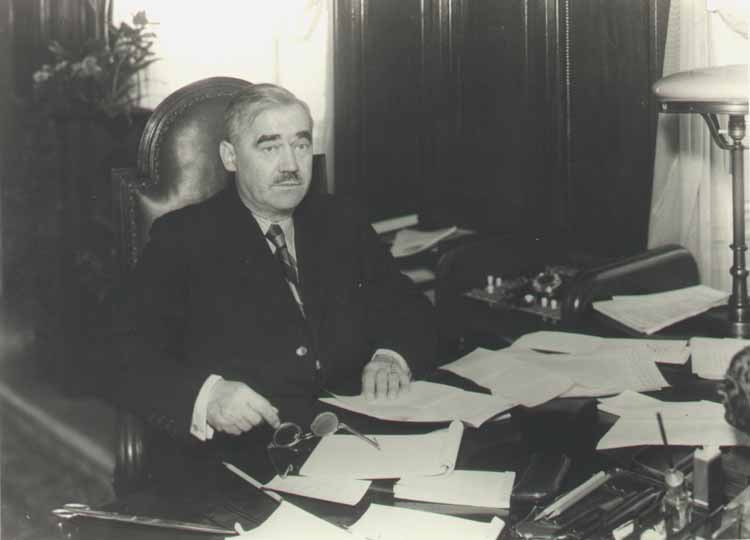
Ministerský předseda Jan Černý

Po maturitě na gymnáziu v Uherském Hradišti vystudoval práva na Právnické fakultě Univerzity Karlovy. V roce 1899 nastoupil jako zaměstnanec hodonínského okresního hejtmanství. Od roku 1908 působil jako úředník na c. k. ministerstvu veřejných věcí ve Vídni.
V roce 1912 se stal přednostou presidia c. k. moravského místodržitelství v Brně, kterým zůstal až do roku 1918, kdy byl k 31. říjnu dle dohody s Moravským národním výborem v Brně jmenován správcem místodržitelství na místo dosavadního c. k. moravského místodržitele barona Karla Heinolda, který nastoupil po 30. říjnu 1918 dovolenou. O převzetí správy místodržitelství informoval 31. října 1918 c. k. ministra vnitra Edmunda von Gayera. Na žádost barona Heinolda byl ještě narychlo povýšen císařem Karlem I. na c. k. dvorního radu – tento titul použil, pochopitelně již bez c. k., naposledy na nařízení správce místodržitelství z 10. listopadu 1918. Tak se tedy při vzniku republiky podílel na přebírání úřadu pod její správu.
V letech 1920–1928 působil jako prezident politické zemské správy na Moravě, poté až do roku 1939 působil ve funkci zemského prezidenta Země Moravskoslezské. Během svého působení ve vládních funkcích byl na těchto postech zastupován.
Dne 15. září 1920 se stal ministerským předsedou a ministrem vnitra úřednické vlády (první vláda Jana Černého). Na postu ministra vnitra zůstal i po sestavení nové vlády, kterou vedl Eduard Beneš. V následující 1. Švehlově vládě již ve funkci nepůsobil a vrátil se ke své úřednické práci na Moravě.

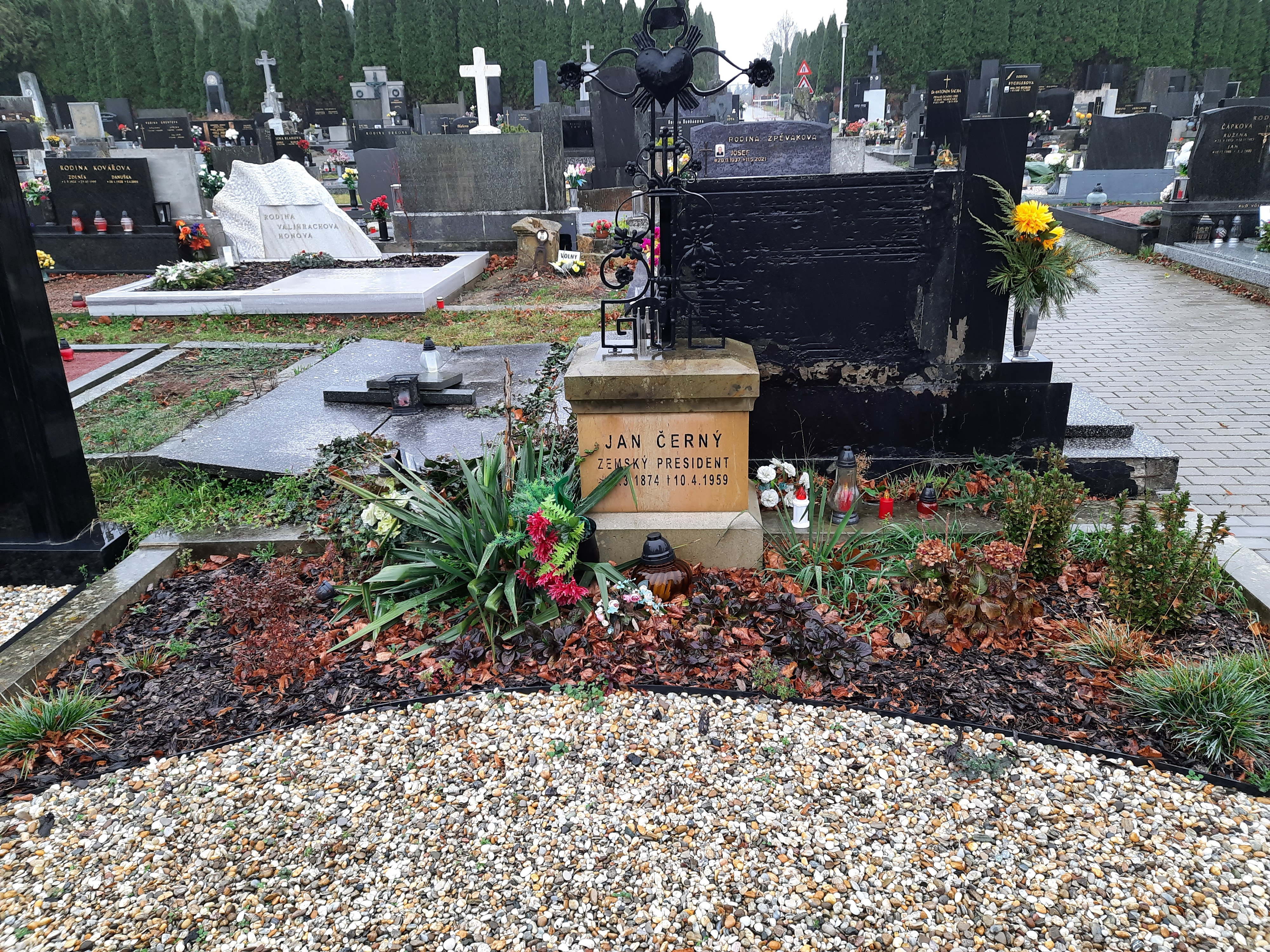
Hrob Jana Černého na hřbitově v Mařaticích

Dne 18. března 1926 se stal již podruhé ministerským předsedou a ministrem vnitra v další úřednické vládě (druhá vláda Jana Černého), ve funkci premiéra působil do 12. října, ministrem vnitra však zůstal až do roku 1929. Na vnitru působil i ve vládách agrárníků Františka Udržala a Jana Malypetra a v roce 1938 i v obou vládách generála Jana Syrového.
Dne 4. dubna 1934 byl jmenován čestným občanem města Kroměříž.
V březnu 1939, kdy došlo k německé okupaci a vytvoření protektorátu, byl na vlastní žádost penzionován a svůj život dožil v ústraní v Uherském Ostrohu, kde v roce 1959 zemřel. Pochován je v prostém hrobě s nápisem „Jan Černý, zemský prezident“ na městském hřbitově v Uherském Hradišti.
Ještě v době monarchie obdržel několik vysokých státních vyznamenání v Rakousku-Uhersku i v zahraničí. Byl rytířem Řádu Františka Josefa, držitelem Válečného kříže Za občanské zásluy a Vyznamenání za zásluhy o Červený kříž, dále komandérem španělského Řádu Isabely Katolické.